# 圣文生堂 (圣塞瓦斯蒂安)

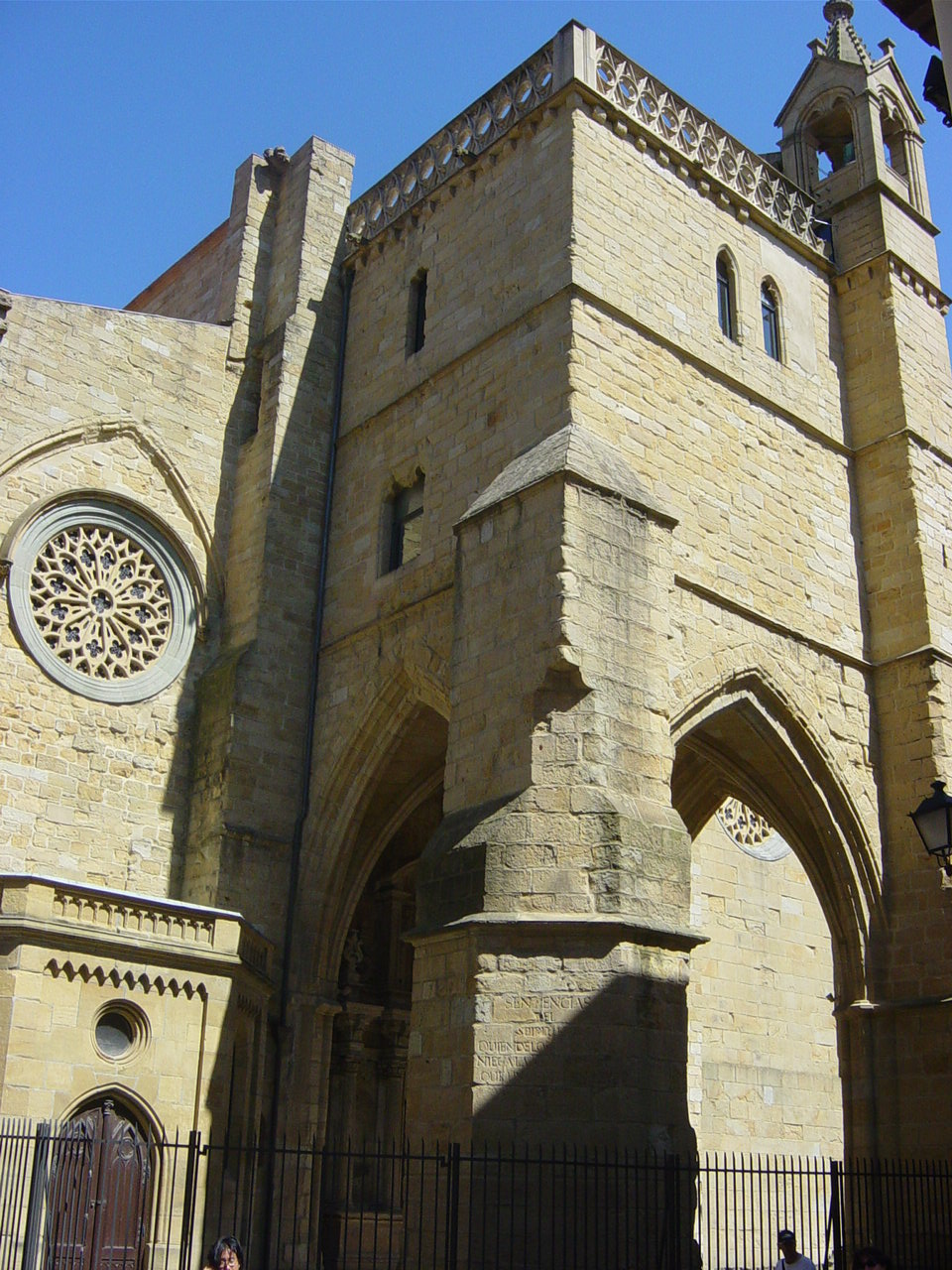

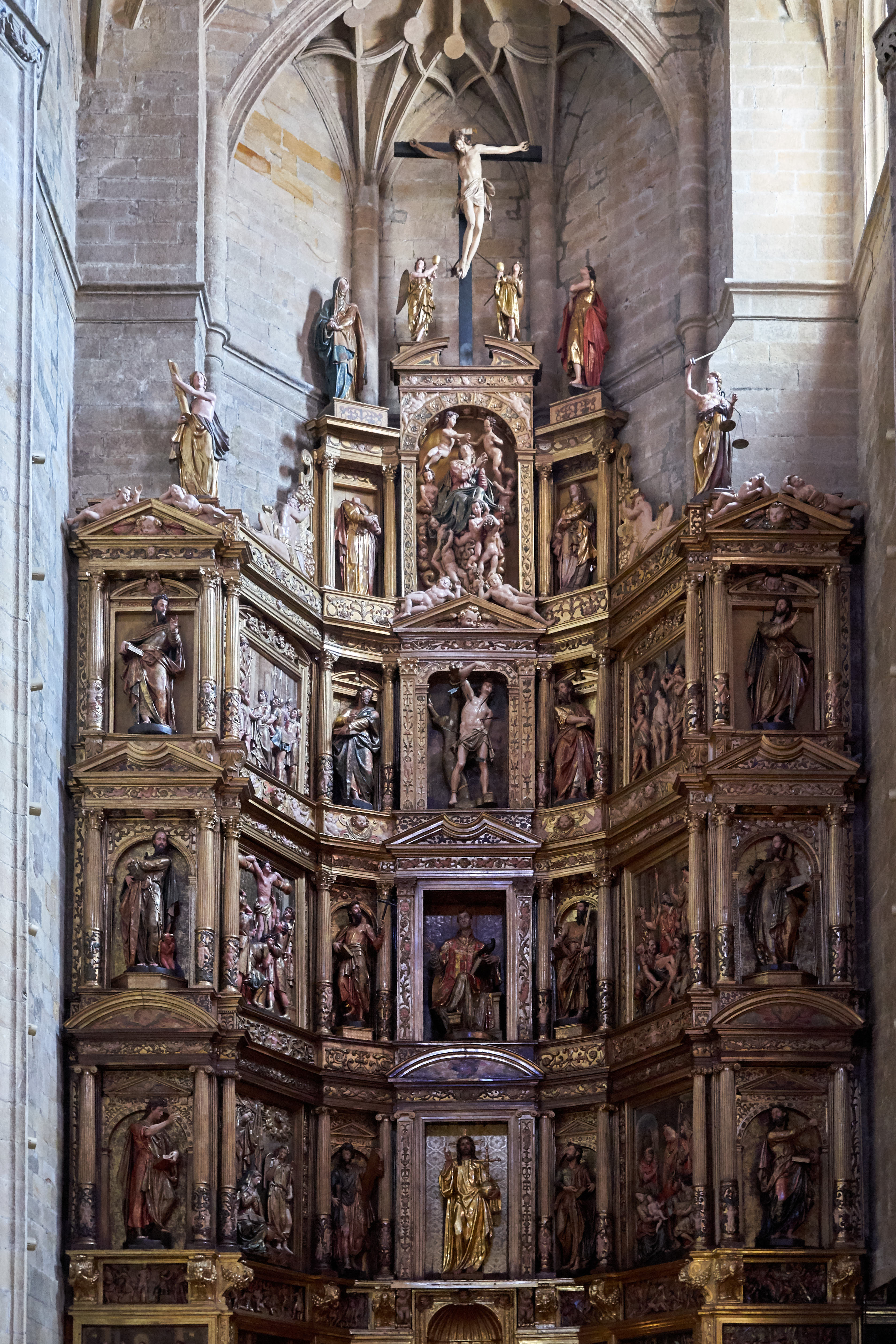
祭台

圣文生堂（巴斯克语：San Bizente eliza）是一座罗马天主教堂区教堂，位于西班牙巴斯克自治区圣塞瓦斯蒂安旧城 哥特式建筑风格。除了宗教崇拜之外，教堂在圣塞巴斯蒂安音乐双周（巴斯克语：Donostiako Musika Hamabostaldia；西班牙语：Quincena Musical de San Sebastián）中扮演着非常重要的角色，因为音乐节的大部分表演都在那里举行。它建于1507年，是圣塞瓦斯蒂安最古老的建筑。
1984年8月4 日，巴斯克政府将其宣布为文化财产。

## 历史
1489年发生火灾后，圣文生堂开始重建。1507年制定设计方案，工程于1574年左右完成。设计意图并未全部完成，北立面没有完全完成，那里可以看到几个暴露的凹痕。

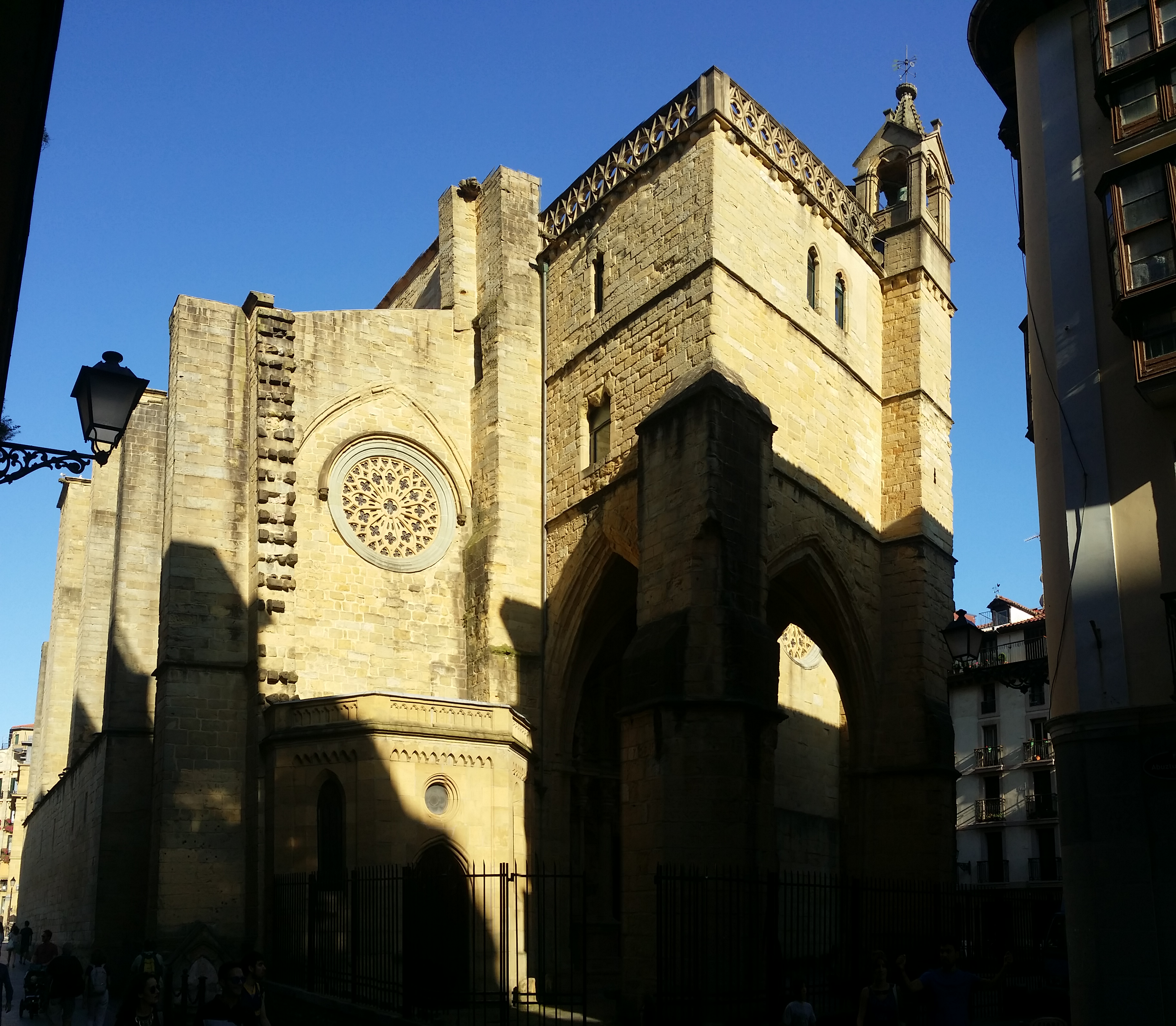
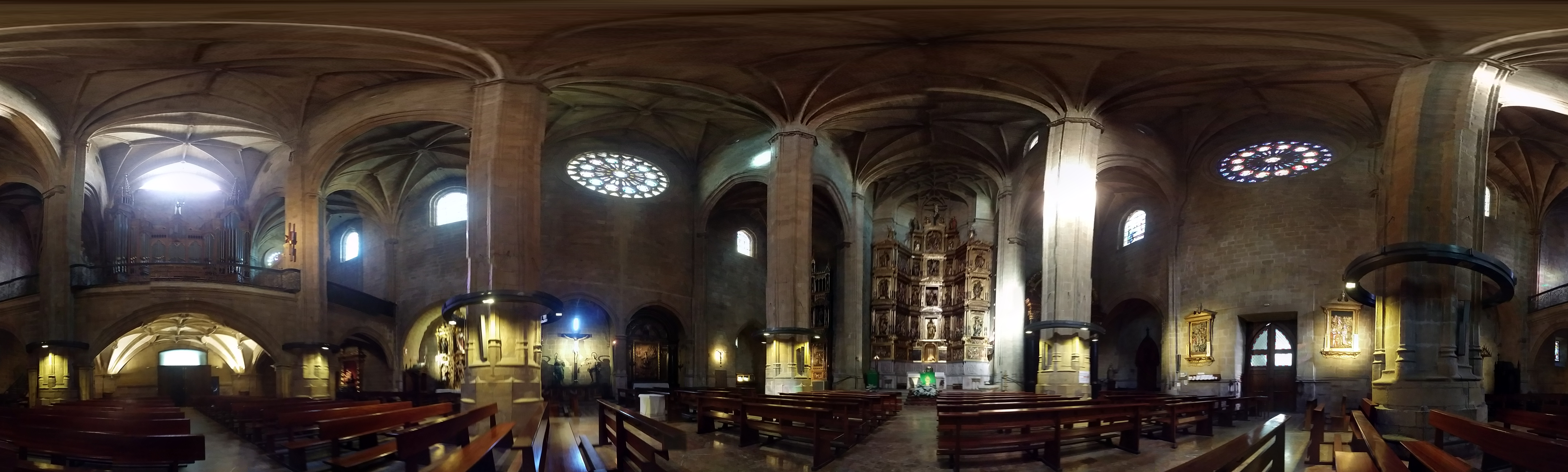
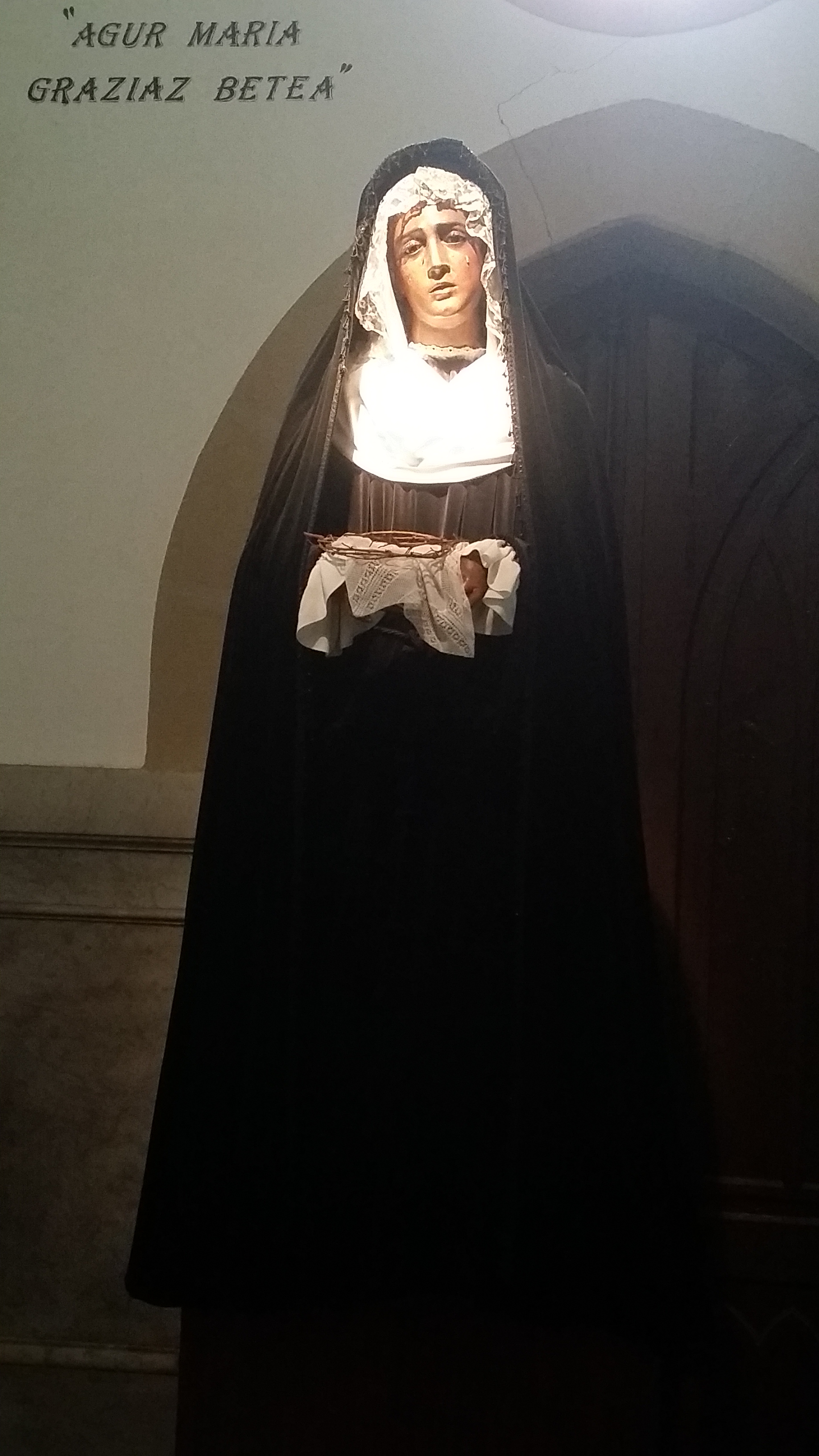
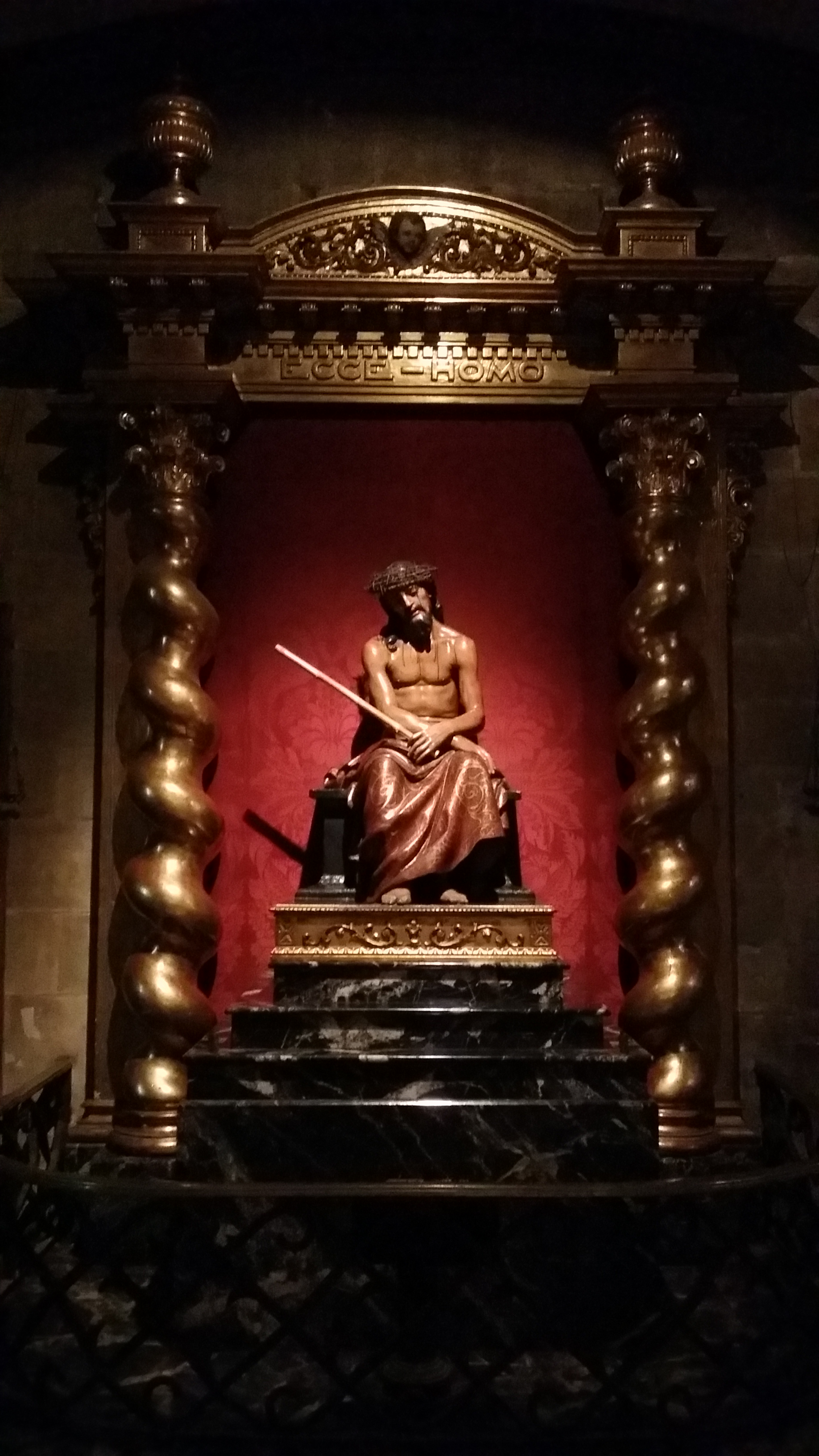
a
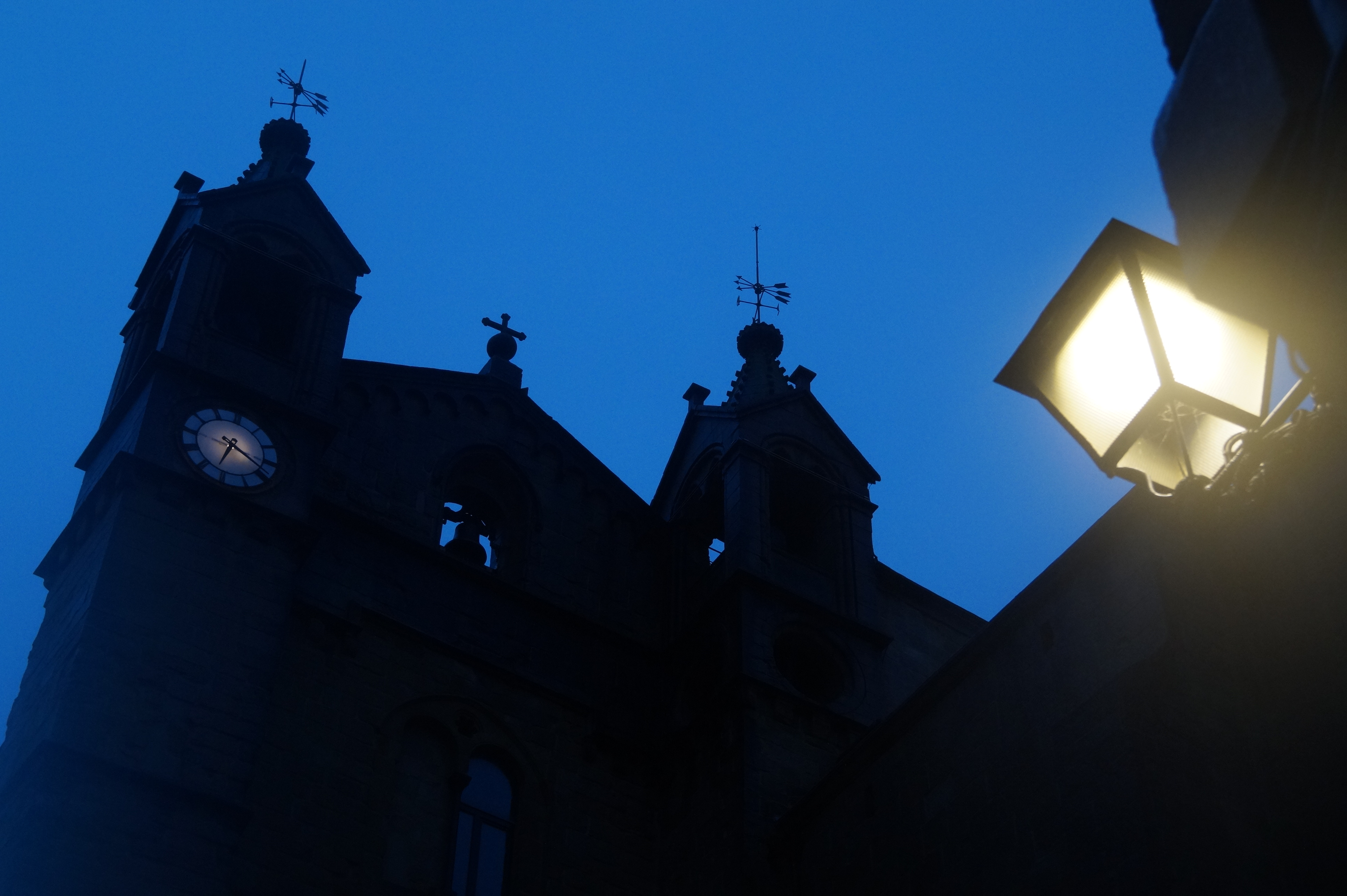